# クリーンアップ・タイム
クリーンアップ・タイム（Cleanup Time）は1980年に発表されたジョン・レノン作の曲。アルバムダブル・ファンタジーに収録された。
ジョンはこの曲について「アルバムに収録する曲が足りなかったから急いで作った曲だ」と亡くなる前に受けた『PLAYBOY』のインタビューで語っている。
この曲は直訳すると「お掃除の時間」。これでわかる様に1975年～1980年までのジョンと妻のオノ・ヨーコの生活を描いたノベライト・ソングである。その証拠として歌詞の2段目（和訳）部分には
- 「女王（＝ヨーコ）は会計室にいる。お金を数えている。王様（＝ジョン）は台所にいる。ハニートーストを作っている。」[1]
- 「友もなくしかし敵もなく完全に閑だ。この完璧の調和の船には鼠がいない。」

と5年間の夫妻の記録が描かれている。
ジョンが歌手活動をやめて主夫をやっていたが、ヨーコは事務活動をしていた。しかもジョンと同じく歌手生活を休業していた。
この曲とは別のアプローチで描かれたノベライト・ソングがウォッチング・ザ・ホイールズである。